# Lygodactylus intermedius
Espèce
Statut de conservation UICN

 EN B1ab(iii,v)+2ab(iii,v) : En danger
Lygodactylus intermedius est une espèce de geckos de la famille des Gekkonidae.

## Répartition
Cette espèce est endémique de Madagascar.

## Publication originale
- Pasteur, 1995 : Biodiversite et reptiles: diagnoses de sept nouvelles espèces fossiles et actuelles du genre de lezards Lygodactylus (Sauria, Gekkonidae). Dumerilia, vol. 2, p. 1-21.